# 洛克耶陨击坑
洛克耶陨击坑（Lockyer）是火星埃律西昂区的一座撞击坑，其中心坐标位于北纬27.84度、东经160.51度处，直径71.35公里，该特征取名自英国天文学家约瑟夫·诺曼·洛克伊尔（1836年-1920年），1973年被国际天文联合会行星系统命名工作组批准接受。
该陨坑位于相对平坦的平原上，周边几乎没有陨石坑，在它的西面矗立着二座大型火山埃律西昂山和赫卡特斯丘，而南面则坐落了更大的亚当斯陨击坑以及绵延的佛勒格拉山脉。
撞击坑通常有一圈覆盖着喷射物的边缘，相比之下，火山坑则一般没有边缘或喷射沉积物。较大的陨石坑（直径大于10公里或6.2英里），里面常会有一座中央峰，这种中央峰是因撞击后坑底反弹所形成.。

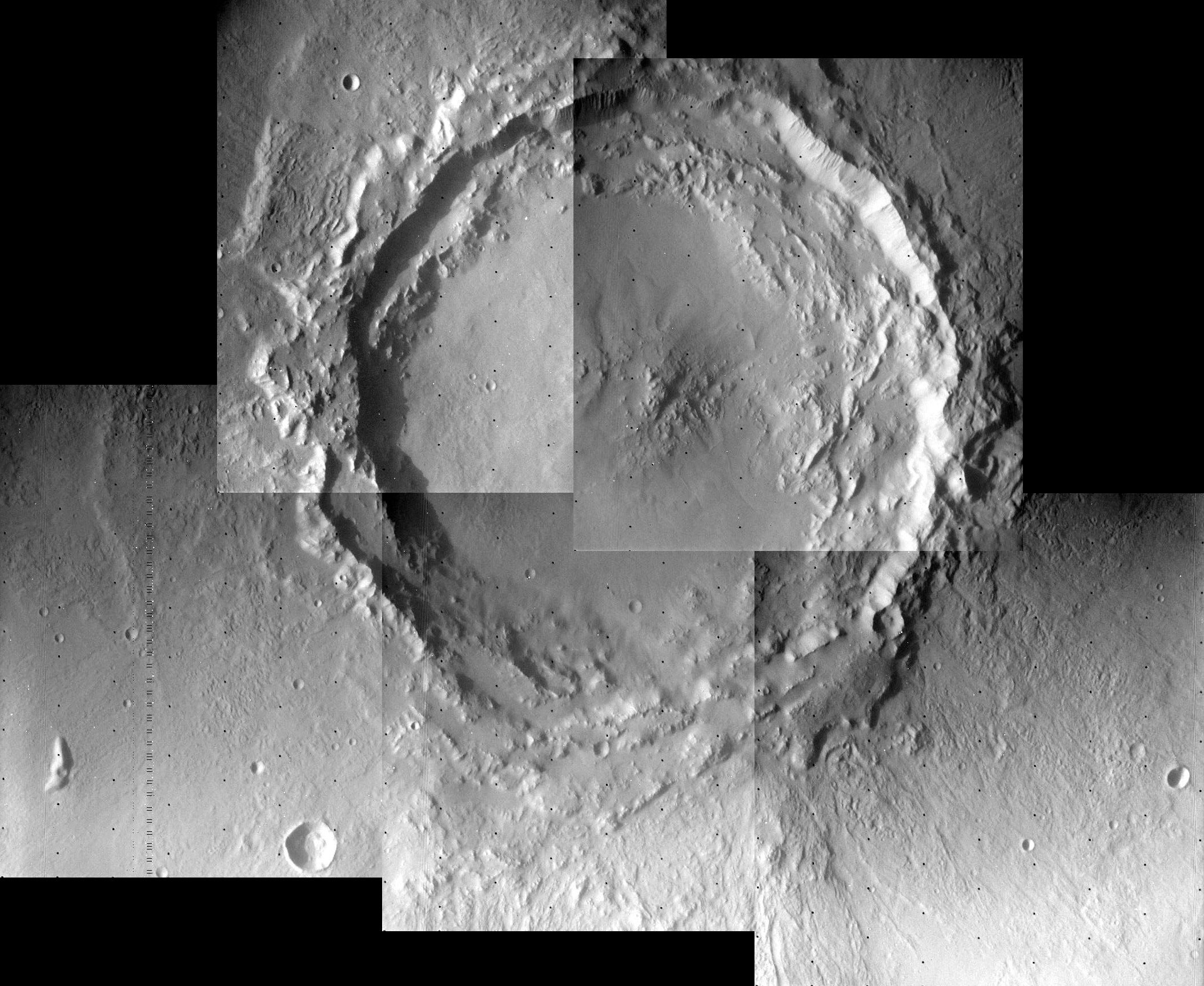
海盗1号轨道器拍摄的拼接图。
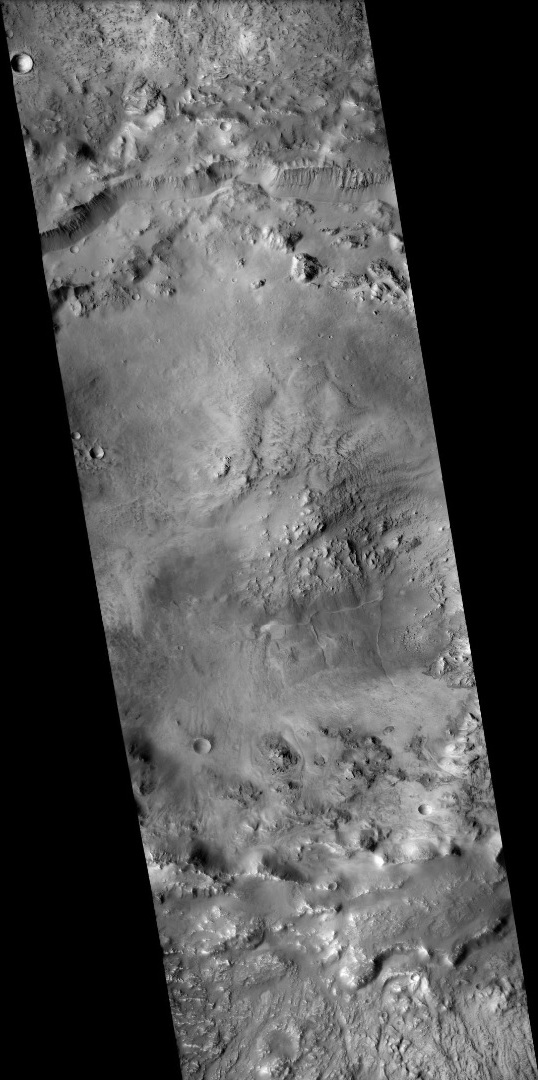
火星勘测轨道飞行器背景相机拍摄的洛克耶陨击坑。
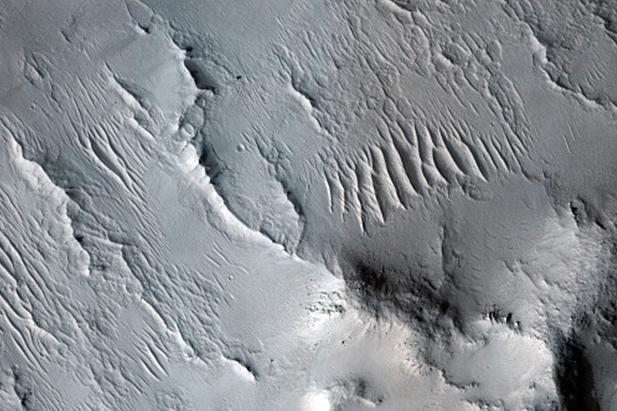
高分辨率成像科学设备显示的洛克耶陨击坑中央峰。
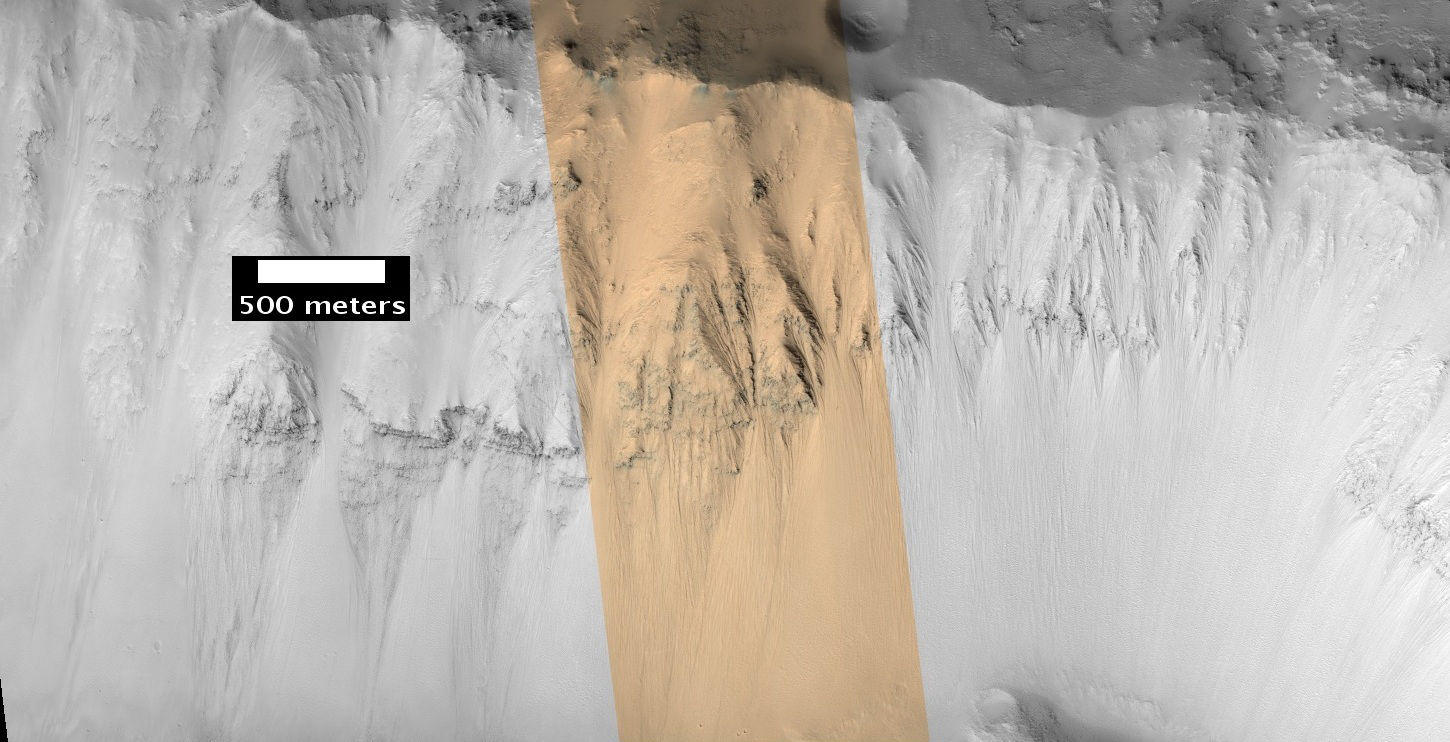
HiWish计划下高分辨率成像科学设备显示的洛克耶陨击坑内的岩层。
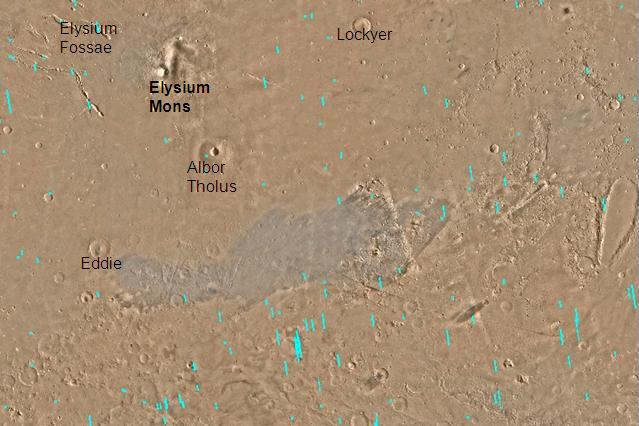
埃律西昂区地图埃律西昂山和赫卡特斯丘是大型火山，洛克耶陨击坑位于地图顶部附近。

## 另请查看
- 火星撞击坑